# ادوارد تر-قازاریان
ادوارد آواگی تر-قازاریان (ارمنی: Էդուարդ Ավագի Տեր-Ղազարյան؛  ۲۰ ژوئن ۱۹۲۳ – ۱۶ آوریل ۲۰۱۲) یک نقاش، کاریکاتوریست، موسیقی‌دان و مجسمه‌ساز اهل ارمنستان بود. وی بین سال‌های ۱۹۴۷ تا ۲۰۱۲ میلادی فعالیت می‌کرد.

## زندگی‌نامه
وی در ۲۰ ژوئن ۱۹۲۳ در ایروان به دنیا آمد . وی همچنین برندهٔ جوایزی همچون چهره هنری شایسته جمهوری ارمنستان و مدال طلای وزارت فرهنگ جمهوری ارمنستان شده است. وی در ۱۶ آوریل ۲۰۱۲ در سن ۸۸ سالگی در ایروان درگذشت.

## نگارخانه

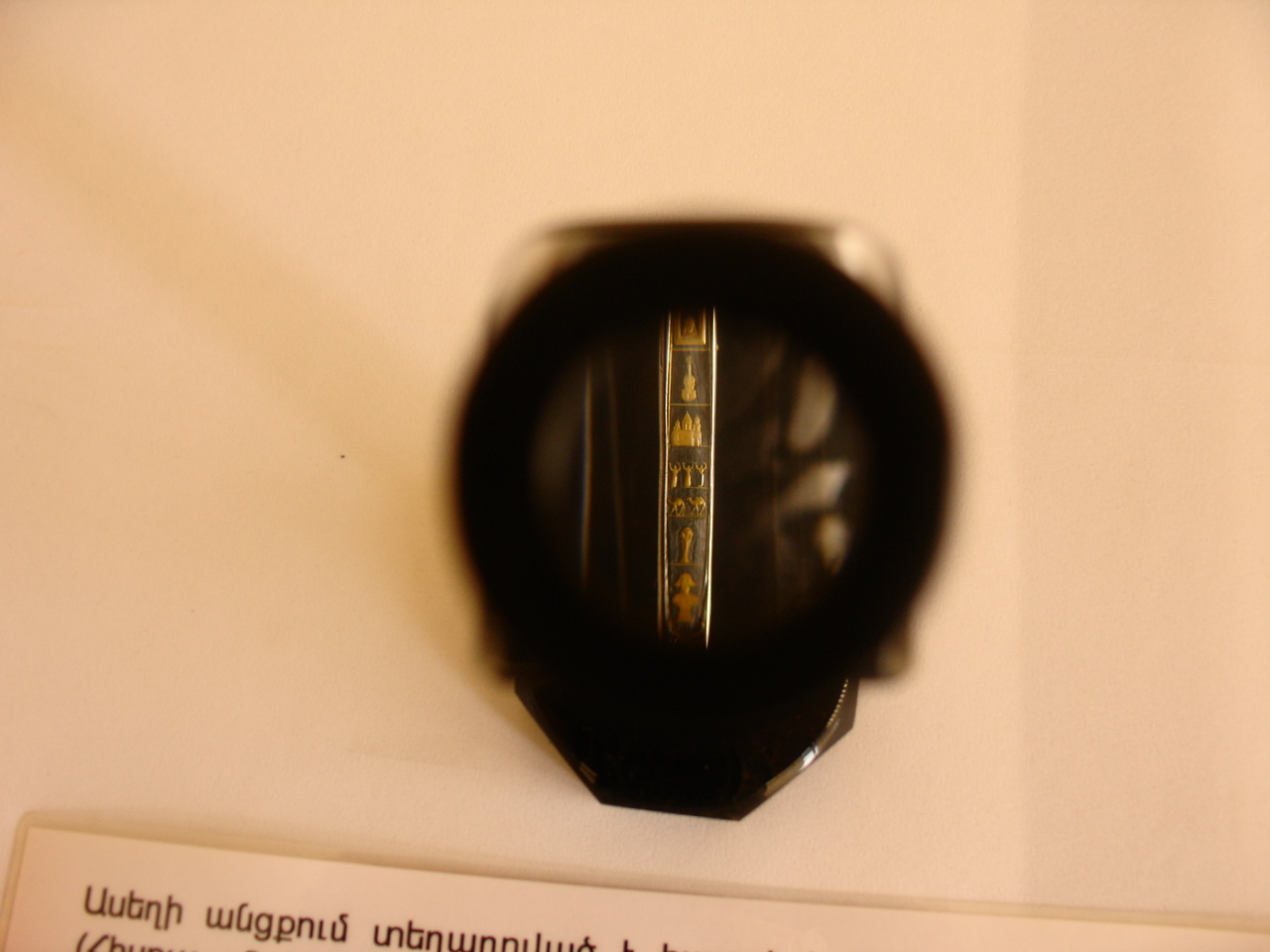
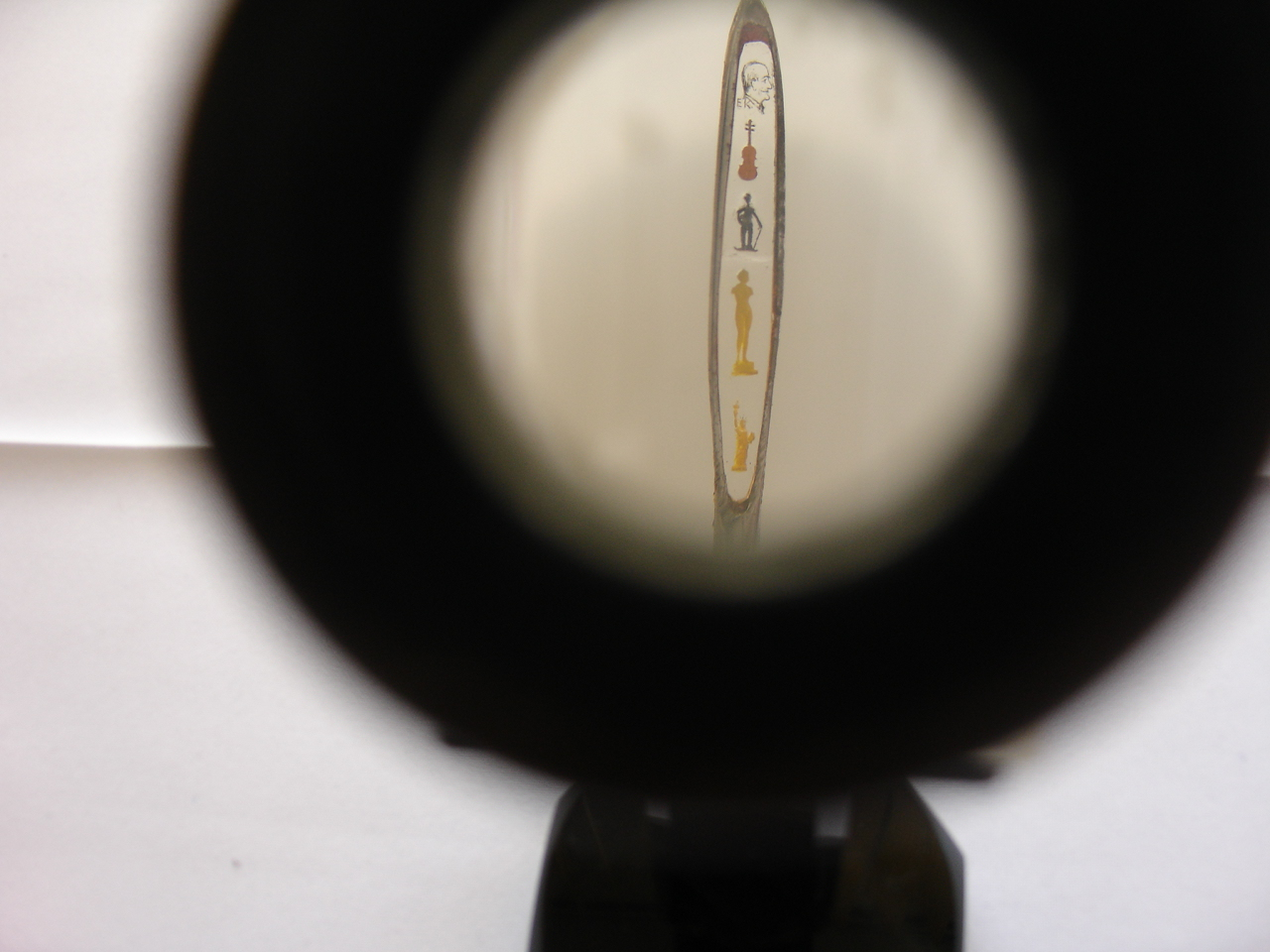